# Mala Kishoendajal
Widjantimala (Mala) Kishoendajal (Paramaribo, 25 augustus 1959 - Den Haag, 23 april 2022) was een Surinaams-Nederlandse schrijfster van hindostaanse afkomst.

## Levensloop
Kishoendajal kwam op achtjarige leeftijd naar Nederland, waar ze zich vestigde in Den Haag.
Ze betrad op jonge leeftijd de journalistiek. Ze begon als hoofdredacteur bij  Elektrodata, een vakblad over producten en toepassingen in de industriële elektronica en industriële automatisering en energietechniek. Later werkte ze als 'Haagse ambtenaar' bij de Haagse Stadskrant.
Kishoendajal speelde een klokkenluidersrol in de Affaire-Singh Varma. Peter Smolders en Koen Scharrenberg uiten in het boek dat zij het jaar daarop over die affaire publiceerden hun bewondering voor Kishoendajal. Ze noemen haar "iemand die gerechtigheid in onze ogen zo hoog in het vaandel heeft staan dat ze bereid is er veel voor op te offeren."
Zij overleed op 23 april 2022 aan een hartstilstand.

## Werk

### Theater
Mala Kishoendajal schreef twee scenario’s voor theaterproducties: in Geen weg terug schreef ze over de immigratie van Brits-Indiërs naar Suriname en van Surinamers naar Nederland; in Sita de vrouw plaatste ze de traditionele Hindoestaanse vrouw naast de moderne westerse Hindostaan.

### Romans
Kishoendajal pleit in haar boeken voor het geven van tijd aan migranten te integreren tot een zelf verkozen niveau.
Dame Blanche
In maart 2001 verscheen haar eerste roman Dame Blanche, een raamvertelling waarin het lief en leed van vier generaties Haagse Hindoestanen en hun problemen rond de migratie en integratie kleurrijk worden beschreven.
Het boegbeeld
Kort na de verschijning van Dame Blanche bracht Kishoendajal de misleiding van GroenLinks fractielid Tara Oedayrajsingh Varma aan het licht, die met fabuleuze verhalen kwam ter verhulling van malversaties en om te ontkomen aan lichtvaardig gedane financiële toezeggingen, die zij niet leek te kunnen nakomen. De politica zou daarvoor naar India reizen en Kishoendajal, die was gecontracteerd om haar te begeleiden en daarover de verslaggeving te doen, merkte dat er van alles niet klopte. De heibel rondom de onthullingen doorkruiste de promotie voor haar boek Dame Blanche en bracht ook haar werk in gevaar: nadat haar verzocht was ontslag te nemen werd haar contract niet verlengd, waarbij echter ontkend werd dat dit verband hield met de affaire.
Peter Smolders en Koen Scharrenberg uiten in het boek dat zij het jaar daarop over die affaire publiceerden hun bewondering voor Kishoendajal. Ze noemen haar "iemand die gerechtigheid in onze ogen zo hoog in het vaandel heeft staan dat ze bereid is er veel voor op te offeren."
Naar aanleiding van de affaire-Singh Varma schreef Kishoendajal schreef Kishoendajal de sleutelroman Het boegbeeld. Deze roman bevat tevens het met de affaire verweven verhaal van de 64-jarige schoonmaakster en huishoudster Emma en haar zoon Shankar. Hiermee is de roman tevens een eerbetoon aan de eerste generatie Surinaams-Hindoestaanse migranten in Nederland in de jaren 70 en 80.
De fictieve journaliste Vijaya Ramayal, die in de roman de kat de bel wil aanbinden over de door haar ontdekte misleiding, wordt door haar werkgever onthaald op een veto, waardoor ze zich een machteloze "vleugellamme klokkenluider" voelt.
In een ontboezeming van haar personage Viajaya Ramayal schrijft Kishoendajal dat het beter was aan de affaire een roman over te houden dan een trauma. Els Moor, die Kishoendajals romans in OSO recenseert geeft aan dat hoewel de lezer die vertrouwd is met de Nederlandse situatie veel zou herkennen in Het boegbeeld, deze roman niet verder komt dan het tekenen van een karikatuur van Varma.